# Automobilette (Automarke)
Automobilette war eine französische Automarke.

## Unternehmensgeschichte
Georges Antoine Louis Duriez stellte in seinem Unternehmen in Angers bereits Fahrräder her, die er als Touricyclette vertrieb. Am 10. November 1902 meldete er zusätzlich die Marke Automobilette an. Unter diesem Namen vertrieb er Automobile. Soweit bekannt, stellte er nur ein Jahr lang Automobile her.

## Fahrzeuge
Bei den Fahrzeugen handelte es sich um Quadricycles.